# Ernst Brandi

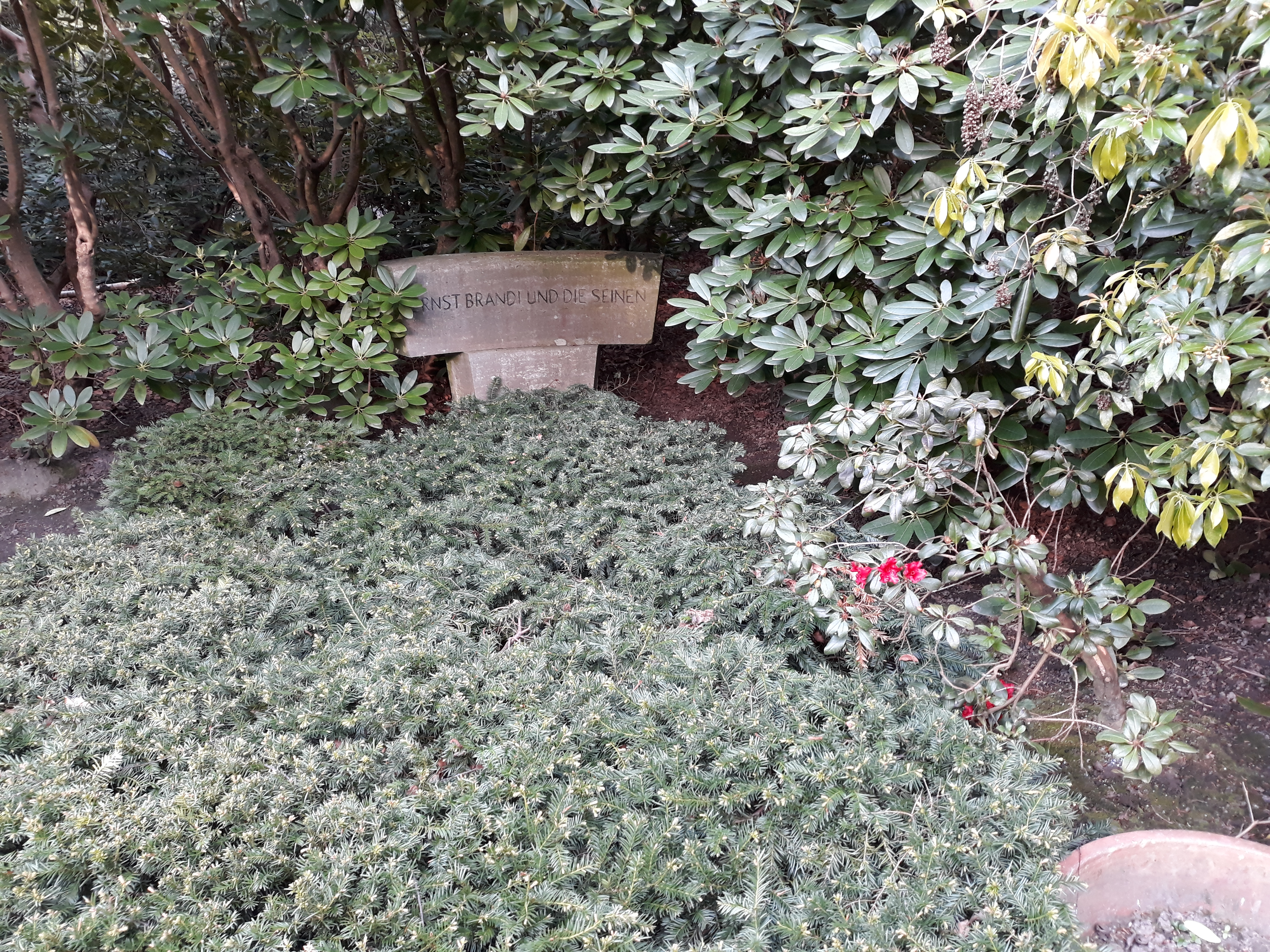
Das Grab von Ernst Brandi im Familiengrab auf dem Hauptfriedhof Dortmund

Ernst Brandi (* 13. Juli 1875 in Osnabrück; † 22. Oktober 1937 in Dortmund) war ein deutscher Ingenieur, Manager und Verbandspolitiker im Ruhrbergbau.

## Leben
Ernst Brandi besuchte Schulen in Osnabrück und Berlin. 1895 war er Bergbaubeflissener auf der Zeche Germania und der Zeche Hansa. Anschließend studierte er an den Universitäten in Freiburg im Breisgau und Berlin. 1900 absolvierte er das 1. Staatsexamen zum Bergreferendar, 1904 wurde er nach dem bestandenen 2. Staatsexamen zum Bergassessor ernannt. Brandi war kurz im Bergrevier Ost-Halle tätig, bevor er am 1. Oktober 1904 bergtechnischer Sachverständiger bei der Emschergenossenschaft wurde. Am 1. Oktober 1907 wechselte Ernst Brandi auf Anregung von Emil Kirdorf zur Gelsenkirchener Bergwerks-AG (GBAG) und war dort bis 1910 Betriebsdirektor der Zechen Hansa, Minister Stein und Fürst Hardenberg. 1911 wurde er als stellvertretendes, 1914 als ordentliches Mitglied in den Vorstand der GBAG berufen, noch im selben Jahr nahm er am Ersten Weltkrieg teil. Er war zunächst Leutnant, später Hauptmann der Landwehr an der Westfront. Nach dem Krieg kehrte er 1918 als Direktor an die Zechen Vereinigte Stein & Hardenberg und Hansa zurück. Mit der Gründung der Vereinigte Stahlwerke AG (VSt) 1926 ging die GBAG in dieser auf und Brandi wurde Mitglied des Vorstands der VSt und übernahm die Leitung der Gruppe Dortmund. Nach der Restrukturierung der VSt und der damit verbundenen Neugründung der GBAG 1933 behielt Brandi die Leitung über die 13 zugehörigen Schachtanlagen. Er setzte sich stark für die Modernisierung der Zechen ein. Seit dem 1. Oktober 1927 war er Vorsitzender des Bergbauvereins und des Zechenverbands. Ebenfalls seit 1927 war er Präsidiumsmitglied und Vorstandsmitglied der Fachgruppe Bergbau des Reichsverbands der Deutschen Industrie (RdI).

## Politik
1922 wurde Ernst Brandi, mittlerweile Mitglied der nationalliberalen Deutschen Volkspartei Vorsitzender des Westfälischen Industrieklubs.
Brandi wird in der Geschichtsschreibung zu den wenigen Unternehmern der ersten Garnitur der deutschen Wirtschaft gezählt, die schon früh Sympathie für die Hitler-Bewegung empfunden haben. Wobei er jedoch, als Grenzgänger zwischen dem konservativen und nationalsozialistischen Lager, keinen Versuch ausließ, die nationalkonservative, bürgerliche Rechte gegen die revolutionäre Rechte zu sammeln. Er finanzierte vor der Machtergreifung den Gau Essen mit monatlich mindestens 20.000 Reichsmark und gelegentlich größeren Beiträgen, z. B. für die paramilitärische Ausrüstung der SA.
Seit seiner Studienzeit beschäftigte er sich mit Rassenlehre als Hobby. Im September 1931 traf Brandi gemeinsam mit Albert Vögler im Berliner Hotel Kaiserhof zum ersten Mal mit Adolf Hitler zusammen, der ihn sehr beeindruckte. Wenige Wochen später nahm er als einziger Großindustrieller an der Harzburger Front teil, wo Nationalsozialisten, Deutschnationale Volkspartei und Stahlhelm unter dem Signum einer „nationalen Opposition“ eine kurzlebige Zusammenarbeit begründeten. Gleichzeitig verlangte er ultimativ vom Vorsitzenden der DVP, Eduard Dingeldey, die Unterstützung des konservativen Reichskanzlers Heinrich Brüning (Zentrum) zu beenden und sich gleichfalls der „nationalen Opposition“ anzuschließen. Als dies ohne Erfolg blieb, trat er aus der DVP aus. In einem Brief vom Oktober 1931 brachte er mit Blick auf die Weltwirtschaftskrise seine ganze Verachtung für die (in Zeiten des Präsidialregimes nur mehr resthaft existierende) Demokratie zum Ausdruck, die hinter seiner Abwendung vom politischen Liberalismus stand:

„Wir werden mit diesen demokratischen Methoden, d. h. Methoden, in denen alle mitreden und die sogenannte Parität herrscht, immer weiter ins Unglück kommen. Es wird nicht eher besser, als bis endlich ein ›Kerl‹ kommt, der mit rücksichstloser Energie das als richtig Erkannte durchführt.“

Nach der Reichstagswahl Juli 1932, bei der die NSDAP stärkste Partei geworden war, setzte sich Brandi gemeinsam mit Fritz Thyssen offen für eine Kanzlerschaft Hitlers ein. Damit stellten sich die beiden in Gegensatz zur Mehrheit der deutschen Unternehmer um den RdI-Vorsitzenden Gustav Krupp von Bohlen und Halbach, die sich für die antidemokratischen und unternehmerfreundlichen Pläne des Reichskanzlers Franz von Papen begeisterten. Nach einem Gespräch mit von Papen, das am 16. August 1932 in Neubabelsberg stattfand, wechselte Brandi aber die Seiten und stellte sich nun ebenfalls hinter die amtierende Reichsregierung. Die Industrielleneingabe, in der einige nationalsozialistische Agrarier, Industrielle und Bankiers im November 1932 Reichspräsident Paul von Hindenburg aufforderten, Hitler zum Reichskanzler zu ernennen, unterzeichnete er nicht.
Nach dem Tag von Potsdam wurde 1933 mit der Zerschlagung der Gewerkschaften und Aufhebung der Tarifautonomie durch die Nationalsozialisten auch der Zechenverband aufgelöst, der Bergbauverein blieb als technisch-wissenschaftlicher Verband bestehen. In einem Brief vom 6. Februar 1933 an den Chefredakteur der Deutschen Allgemeinen Zeitung stellte Brandi seine Vergangenheit so dar, dass er dem Nationalsozialismus gegenüber immer positiv eingestellt gewesen sei. Er schrieb:

„Ich darf [...] daran erinnern dass ich im Laufe des vergangenen Sommers bei jeder Besprechung namentlich mittags, von mir aus sehr stark die unvermeidliche Notwendigkeit betont habe, dass man die nationalsozialistische Bewegung wohlwollend und wachsend positiv beurteilt und dass die Kanzlerschaft Hitlers der einzige Ausweg bedeute.“

So nahm er auch am Geheimtreffen vom 20. Februar 1933 teil. Im Oktober 1934 schrieb Brandi als Reaktion auf das Ansinnen des Schatzmeisters des Gaues Westfalen-Süd eine Übersicht über die Geldzahlungen der Privatwirtschaft an die NSDAP seit dem 1. Februar 1932 zu erstellen, an den Gauleiter Josef Wagner:

„Indessen fühle ich mich verpflichtet, Sie darauf hinzuweisen, dass das Ergebnis ohne Zweifel Ihnen ein richtiges Bild nicht geben kann, da - wie ich Ihnen in aller Offenherzigkeit mitteilen möchte - sicherlich manche Beiträge unter Zusicherung vertraulicher Behandlung gegeben worden sind. Durch das Schreiben Ihres Gauschatzmeisters werden viele meiner Kollegen in einen höchst peinlichen Gewissenskonflikt gebracht, als sie auf der einen Seite der Bekanntgabe der Beiträge gern entsprechen würden, auf der anderen Seite aber sich durch gegebene Versprechen gebunden fühlen.“

Am 22. Dezember 1934 wurde Brandi Leiter der Bezirksgruppe Ruhr der Fachgruppe Steinkohlenbergbau. Er engagierte sich außerdem in zahlreichen Gremien wie etwa im Sozialwirtschaftlichen Ausschuss der Reichsgruppe Industrie, dem Beirat der Wirtschaftsgruppe Bergbau, verschiedenen Gemeinschaftsorganisationen des Ruhrbergbaus und im Vorstand des Vereins deutscher Eisenhüttenleute. Im April 1937 bat Brandi den Reichswirtschaftsminister Hjalmar Schacht aufgrund von Arbeitsüberlastung um Entbindung von der Leitung der Bezirksgruppe Ruhr. Am 14. Oktober 1937 brach er abends bei der Arbeit plötzlich zusammen und wurde in die Städtischen Krankenanstalten eingeliefert, wo er am 22. Oktober verstarb. An den Trauerfeierlichkeiten in der Gruppenverwaltung und auf dem Hauptfriedhof nahmen zahlreiche Persönlichkeiten der Ruhrindustrie wie Gustav Knepper, Albert Vögler, Fritz Thyssen und Heinrich Wisselmann teil.

## Familie
Seine Eltern waren der Schulreformer Hermann Theodor Brandi (1837–1914) und Antonie Brandi geb. Russell (1843–1925). Ernst Brandi hatte zwei ältere Brüder, Karl (1868–1946) und Paul (1870–1960). 1904 heiratete er Clara (1882–1947), Tochter von Caspar Heinrich Jucho, das Paar hatte sechs Kinder: Fritz Heinrich (1905–1978), Toni Johanna (* 1907), den späteren Thyssen-Manager Hermann Theodor (1908–1973), Hedwig (* 1910), Klara (* 1912) und Albrecht (1914–1966).

## Ehrungen
- Dr.-Ing. E. h. der Bergakademie Clausthal (1927)